# Антидискретна топологія
Антидискретна топологія або тривіальна топологія — це топологія, яка складається з порожньої та найбільшої множини. Це мінімальний набір множин, який може буде в топології. 
Іншими словами,  антидискретна топологія на непорожній множині {\displaystyle X} має вигляд {\displaystyle \tau =\{\varnothing \,,X\}}.
Топологічний простір {\displaystyle (X,\tau )} називається антидискретним.

### Властивості
- Ця топологія є найслабшою для {\displaystyle X}.
- {\displaystyle \varnothing }, {\displaystyle X} є одночасно відкритими і замкненими множинами.
- Довільна підмножина є компактною і секвенціально компактною.
- Довільна точка простору {\displaystyle X} є граничною точкою довільної неодноточкової множини.
- Кожна послідовність точок антидискретного простору збігається до будь-якої точки цього простору.
- Довільна неодноточкова множина є щільною в собі. Єдиною ніде не щільною множиною є {\displaystyle \varnothing }. Тому {\displaystyle X} є простором другої категорії.
- {\displaystyle X} є сепарабельним простором, оскільки кожна підмножина є скрізь щільною в ньому.
- {\displaystyle X} задовольняє другу аксіому зліченності.
- Кожне відображення в антидискретний простір неперервне.
- {\displaystyle X} є дугово зв'язним в тому й лише в тому разі, коли він незліченний.
- {\displaystyle X} є лінійно зв'язним, а тому і зв'язним.
- {\displaystyle X} псевдометризовний, але не метризовний.
- {\displaystyle X} ультразв'язний та гіперзв'язний.
- {\displaystyle X} є {\displaystyle T_{3}}, {\displaystyle T_{4}} та {\displaystyle T_{5}}-простором. Якщо {\displaystyle X} містить більше однієї точки, то він не є {\displaystyle T_{0}}-простором.